# Bussaeus Mihály

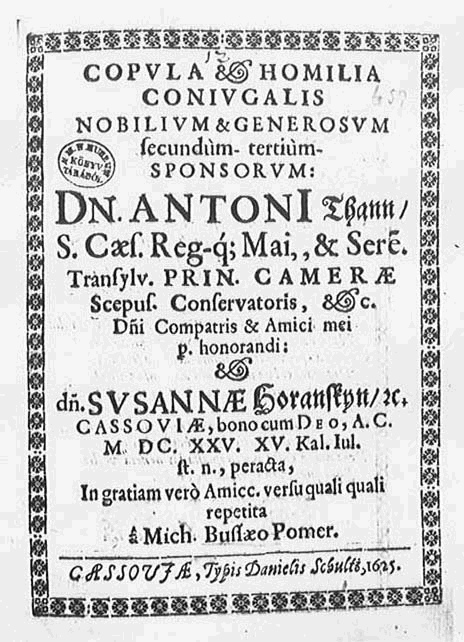
Copvla et homilia conivgalis nobilivm et generosvm secvndum-tertium-sponsorvm: dn. Antoni Thann s. caes. reg. maj. et seren Transsylv. prin. camerae Scepus. conservatoris etc… kezdetű 1625-ös, latin nyelven íródott munkájának címlapja. A mű lakodalmi köszöntő verseket tartalmaz.

Bussaeus Mihály (névváltozatain Michael vagy Michal Bussaeus, aláírásban Michael Bussaeus Pomer.; Pomeránia, 16. század vége – 17. század) német származású magyar evangélikus pap, lelkész, plébános, egyházi író. Ortodox lutheránus papként tevékenykedett, több irodalmi munkája is fennmaradt. Tudományos képzettséggel rendelkezett. 1614 után több alkalommal volt hitvitája Alvinczi Péter (1570–1634) református lelkésszel.

## Élete és munkássága
Bussaeus Mihály német, pontosabban pomerániai származással rendelkezett, így valószínűleg itt született valamikor a 16. század vége körül. 1606-ban meghívták Kassa városába, hogy ott tevékenykedjen mint német prédikátor, eközben pedig a Rostocki Egyetem keretei között folytatta felsőfokú tanulmányait egészen 1608 júniusáig. Egyéb források adatai szerint 1620-ban, esetleg azt követően került át Besztercebányáról Kassára, hogy német elsőpap legyen. 1625-ben két munkája is megjelent a településen. Ezek közül az egyiket Jesus! Thvs novi anni 1625. in metropolitani Cassoviensis templi cathedra germanica litatvm et libatvm cím alatt jelentették meg és Schultz Dániel nyomdájában adta ki. A másik kötet, ami a Copvla et homilia conivgalis nobilivm et generosvm kezdetű címet viselte, szintén Schult kiadásában jelent meg. A kiadvány lakodalmi köszöntő verseket tartalmazott latin nyelven. A nyomtatvány főrésze Anton Thann és Susanna Horansky 1625. június 16-án – a címlap szerint június 17-én – Kassán tartott esküvőjére készült alkalmi költemény.
Bussaeus már 1614-től kezdődően hitvitákba bocsátkozott Alvinczi Péterrel, ennek keretében kálvinizmussal vádolta meg őt. A két fél között főképp egyházi témában folyó viták többségének legfőbb oka Bussaeus „intransigens természete” volt, azonban egyebek mellett nemzetiségi ellentétek, illetve kölcsönös féltékenység is közrejátszhatott a viták folyamán. A Százéves küzdelem a kassai református egyház megalakulásáért című munka szerint Bussaeus „a szószékből folyton-folyvást támadta, és pedig nem mindig válogatott szavakkal, a magyarokat és azok főpapját: kálvinistáknak, tévelygőknek nevezte őket…”. Ezek következtében Alvinczi 1625 májusában kérvényezte, hogy távolítsák el tisztségéből Bussaeust, ennek következtében 1626 tavaszán Alvinczi tekintélye és Bethlen Gábor erdélyi fejedelem nyomása miatt el kellett távoznia. Később 1627-ben evangélikus prédikátorrá nevezték ki Lőcsére, ezt a tisztségét mintegy öt éven keresztül, 1932-ig töltötte be. Bussaeus további élete, illetve halálának pontos helye és ideje nem ismert.

## Munkái
- Jesus! Thvs novi anni 1625. in metropolitani Cassoviensis templi cathedra germanica litatvm et libatvm. Cassoviae [Kassa]: Schultz Dániel, 1625
- Copvla et homilia conivgalis nobilivm et generosvm secvndum-tertium-sponsorvm: dn. Antoni Thann s. caes. reg. maj. et seren. Transsylv. prin. camerae Scepus. conservatoris etc., dni compatris et amici mei p. honorandi: et dn. Susannae Horanskyn, Cassoviae, bono cum Deo 1625. XV. kal. jul. st. n. peracta. In gratiam vero Amicc. versuquali quali repetita Mich. Bussæo Pomer. Cassoviae [Kassa]: Schultz Dániel, 1625